# Il segno del comando
Il segno del comando è uno sceneggiato televisivo di genere fantastico/giallo, diretto da Daniele D'Anza, prodotto dalla Rai nel 1971 in cinque puntate.

## Trama

### Prima puntata

Lucia (Carla Gravina).

Lancelot Edward Forster è un professore di letteratura inglese presso l'università di Cambridge. Ha scoperto per caso un inedito diario di Lord Byron, scritto durante il soggiorno romano del 1817, ed è alle prese con la sua pubblicazione del testo, la cui prima parte ha fatto già uscire su una prestigiosa rivista letteraria inglese. 
In un passo del diario, Byron ha annotato: «21 aprile 1817, notte, ore 11. Esperienza indimenticabile, luogo meraviglioso, piazza con rudere di tempio romano, chiesa rinascimentale, fontana con delfini, messaggero di pietra, musica celestiale, tenebrose presenze».
La pubblicazione del diario attira l'attenzione di George Powell, addetto culturale dell'ambasciata inglese a Roma, che invita Forster a tenere una conferenza presso il British Council in occasione della settimana byroniana. Il professore riceve anche un secondo invito a recarsi nella Città Eterna, da un misterioso pittore, un certo Marco Tagliaferri, che gli invia una fotografia della piazza citata da Byron, che Forster ritiene invece un luogo inventato. Incuriosito dalla coincidenza, Forster si precipita nella capitale italiana.
Appena arrivato, fa visita allo studio di Tagliaferri, in via Margutta 33. Ad aprirgli è Lucia, la modella del pittore, che, scalza e semisvestita, lo tiene sulla porta e rimanda l'incontro con l'artista a quella stessa sera in una locanda di Trastevere, la Taverna dell'Angelo. Su consiglio di Lucia, Forster va ad alloggiare all'Hotel Galba, dove gli assegnano la stanza 33. Vi incontra la direttrice, la signora Giannelli, che nega di conoscere la modella, e una sua vecchia fiamma, Olivia, anche lei ospite dell'albergo insieme al compagno Lester Sullivan, detto il Barone rosso, antiquario irlandese a Roma per affari.
Forster cerca di contattare telefonicamente Tagliaferri. Con grande sorpresa scopre che il pittore è morto. Recatosi al British Council, incontra Powell e ha occasione di conoscere la sua segretaria italiana Barbara, studentessa di archeologia, che si offre di individuare la fantomatica piazza.
Si fa sera e arriva l'ora dell'appuntamento con Lucia. La modella conduce Forster per i vicoli di Trastevere fino alla Taverna dell'Angelo. Durante il tragitto, una chiromante chiede a Foster di leggergli la mano e, spaventata, gli consiglia di andare via da Roma. Si rivolge poi a Lucia facendole capire di intuire che lei non è di questo mondo. Dopo una lunga attesa al tavolo della taverna, Tagliaferri non si presenta. Forster, dopo aver bevuto del vino, inizia a sentirsi strano e, in preda a spaventose allucinazioni, perde i sensi. Svegliato da una prostituta, si ritrova solo, riverso nella propria automobile: la sua valigetta, contenente la riproduzione in microfilm del diario byroniano, è sparita. Frastornato, rifiuta l'aiuto della donna e raggiunge il più vicino commissariato. Il maresciallo di polizia, trasteverino, non ha mai sentito parlare di una Taverna dell'Angelo e, incredulo, lo invita a sporgere denuncia per un tipico furto con raggiro.
Deluso e sempre più confuso, Forster torna alla sua automobile, dove trova il medaglione con l'effigie di una civetta indossato da Lucia. Un fischio lontano, che si spegne tra i vicoli deserti, attira la sua attenzione, ma della taverna sembra non esserci più traccia. Fatto giorno, Forster torna allo studio di Tagliaferri, dove l'attende una rivelazione sconcertante: il pittore romano è sì morto, ma un secolo prima.

### Seconda puntata

L'autoritratto del pittore Marco Tagliaferri, somigliante al prof. Lancelot Edward Forster.

È un anziano colonnello in pensione, discendente del Tagliaferri nonché suo omonimo, a dare al professore la notizia. L'uomo, che abita accanto allo studio del pittore e colleziona orologi antichi, gli racconta la storia del suo antenato, morto giovane in circostanze misteriose, e della sua amante e modella Lucia, che si uccise disperata il giorno dopo. La leggenda vuole che il fantasma della modella si aggiri ancora per le stanze dello studio abbandonato.
Forster rivela di aver incontrato Lucia: non un fantasma, ma una ragazza in carne e ossa. Quando chiede che aspetto avesse il pittore, il colonnello lo esorta a visitare l'Antico Caffè Greco, che conserva un autoritratto di Tagliaferri: Forster rimane di stucco per la forte rassomiglianza con sé stesso. Tornato in albergo e rassicurato da Powell, il professore riceve la telefonata di un misterioso anonimo: potrà ritrovare la sua valigetta al Cimitero degli inglesi.
Tra i viali del cimitero gli sembra di scorgere nuovamente Lucia. Seguendo la ragazza, giunge nei pressi di una tomba, su cui gli appare appoggiata la figura di un uomo che sembra Tagliaferri. La tomba è quella del pittore: leggendo le date impresse sulla lapide, Forster scopre che Tagliaferri era nato nel suo stesso giorno un secolo prima, il 28 marzo 1835, ed era morto nello stesso giorno, il 28 marzo, del 1871. La conferenza su Byron è fissata per la sera del 28 marzo 1971: stesso giorno, un secolo dopo. Turbato, Forster si confida con Olivia, che gli confessa di essere spaventata da tutta questa storia.
Forster fa esaminare il medaglione di Lucia da un esperto d'arte, Prospero Barengo. L'antiquario riconosce il manufatto come la rara opera di un orafo del 1700, Ilario Brandani, noto per le sue attività negromantiche. Mentre Barengo va a chiamare Sullivan per mostrargli il medaglione, Olivia, in preda al terrore, scongiura Forster di sbarazzarsene, convinta che sia maledetto come tutte le opere di Brandani. Sullivan rivela inoltre che anche Brandani è nato e improvvisamente morto il 28 marzo, ma di due secoli prima: 1735-1771.
Intanto Barbara ha scoperto che la foto della piazza è il fotomontaggio di un quadro. Forster si reca alla Biblioteca Angelica, per cercarne notizie. V'incontra uno stravagante principe, Raimondo Anchisi, che si dichiara uno studioso dilettante dell'opera di Byron e che lo invita nel suo palazzo, dove conserva un'aggiornatissima collezione di studi byroniani. Forster non si sbilancia, ma quando scopre che il quadro Fantasia architettonica con motivi romani, opera di Tagliaferri, appartiene alla collezione Anchisi, raggiunge nottetempo il palazzo del principe. L'edificio sembra disabitato, quando una figura di donna appare a una finestra, recando un candelabro, e dal buio spunta Lucia, più inquietante e sfuggente che mai.

### Terza puntata

Un momento della seduta spiritica.

Forster torna al British Council e si confida con Powell, che al solito minimizza. Barbara non crede ai fantasmi, ma ricorda che secondo la leggenda chi vede il fantasma di Palazzo Anchisi è destinato a morire entro il mese e il 28 marzo 1971 è sempre più vicino.
Il professore torna da Anchisi, che lo accoglie calorosamente mentre sta cacciando in malo modo Sullivan, che cercava di convincerlo a vendere la sua collezione. Il principe invita Forster nel suo studio, pieno di scritti su Byron e di volumi su esoterismo e occultismo. Anchisi affronta il tema della misteriosa annotazione di Byron: a suo dire, descrive un'esperienza esoterica, vissuta dal poeta inglese in un palazzo, che si affacciava sulla piazza dipinta da Tagliaferri. Nel palazzo, due secoli prima, secondo Cagliostro, abitava un potente negromante, la cui identità può essere svelata solo da un predestinato.
Ancora turbato, Byron aveva fatto seguire alla sua annotazione dei versi in italiano: «Voltai le spalle al Signore e camminai sui sentieri del peccato. Voltai le spalle al Signore, ma quando il tempo finì, seppi che ero giunto dove non dovevo giungere...». Forster si mostra scettico. Quando chiede notizie del quadro, Anchisi lo informa che sta per essere venduto all'asta e che il colonnello Tagliaferri ha avuto un malore.
Forster raggiunge la clinica dov'è ricoverato il colonnello, ma le sue condizioni non consentono visite. In sala d'aspetto, incontra però la nipote del colonnello, che gli consegna la chiave dello studio del suo antenato. Lasciando la clinica, il professore non si accorge dell'arrivo di Sullivan. Entrato nello studio di Tagliaferri, si rende conto che è pericolante e disabitato almeno dalla morte del pittore. Un rumore di passi annuncia l'arrivo di Powell, là convocato da una telefonata anonima. Insieme salgono fino al soppalco, dove, superato il bassorilievo di una civetta, ritrovano la valigetta del professore con i microfilm del diario di Byron.
Forster cerca di aggiudicarsi l'asta del quadro, ma è battuto da un intermediario, che agisce su incarico di un cliente in incognito. Tornato in albergo, incontra Sullivan, al quale tutta la faccenda sembra una specie di caccia al tesoro, la cui mappa è nel diario di Byron. Li interrompe la signora Giannelli, che reca un biglietto con un indirizzo in città: se è ancora interessato all'acquisto del quadro, il professore vi si dovrà trovare alle 22. Giunto al civico, vi vede entrare la stessa signora Giannelli. Accompagnato in una stanza del palazzo, trova la signora e altri strani figuri, che lo attendono per iniziare una seduta spiritica.
La medium, una donna vestita di nero con il volto coperto da un lungo velo che ne dissimula i lineamenti, apparentemente posseduta dallo spirito di Tagliaferri, rivela che il quadro si trova in una nave a remi e che la piazza del quadro esiste. Quando Forster le chiede com'è morto Tagliaferri, la medium invita gli altri partecipanti a uscire; poi rivela che il pittore era già morto da un secolo e che anche Forster è già morto. Alzatasi, lancia un urlo spaventoso e sviene. Forster la soccorre e si accorge che è Lucia. Adagiatala su un divano, si volge per cercare aiuto, ma sembra che ogni via d'uscita sia stata serrata. Quando torna a guardare il divano, anche Lucia è misteriosamente scomparsa, lasciando però aperta una delle porte della stanza. Forster si trova a vagare per il magazzino della sartoria teatrale Paselli.
Scosso, fa ritorno in albergo: il portiere lo informa che Olivia e Sullivan sono improvvisamente partiti. Dalla finestra della sua stanza scorge la signora Giannelli e Lucia che rientrano in hotel da un ingresso secondario. Il professore si precipita nella camera della signora Giannelli, che insiste di essere sola. Lo squillo del telefono interrompe la tesa conversazione. La signora Giannelli esita a rispondere. Appena sollevato il ricevitore, il professore glielo strappa di mano: all'altro capo, un uomo cerca di Sullivan per avvertirlo che il colonnello Tagliaferri è morto.

### Quarta puntata

Lucia appare al violoncello (Carla Gravina)

Forster fa visita alla nipote del colonnello e scopre che, nell'esatto istante in cui è morto, ha smesso di funzionare un pezzo importante della sua collezione: un orologio del '700, opera dell'orafo Ilario Brandani. All'interno dell'orologio ci sono l'effigie di una civetta e il nome di un santo: Onorio. Il professore si reca alla chiesa di Sant'Onorio al Monte, ma non vi trova nessun apparente collegamento con Tagliaferri o con Brandani.
Deluso, torna a studiare i microfilm del diario di Byron a casa di Barbara, quando riceve una telefonata di Sullivan. Il Barone rosso parla di un ingranaggio di morte che si è messo in moto e che ha già mietuto la prima vittima nel colonnello Tagliaferri. Se Forster non vuole essere la prossima, deve risolvere un mistero, che è come una banconota strappata in due parti: Sullivan ne ha una, l'altra è nel diario di Byron. La telefonata, a cui assiste Powell nascosto nel giardino della residenza di Sullivan, è interrotta da due spari.
La mattina dopo Forster va da Powell per metterlo al corrente degli ultimi sviluppi, che il diplomatico inglese finge di non conoscere. Il professore ricorda che, all'arrivo all'Hotel Galba, aveva trovato Olivia intenta ad ascoltare alla televisione l'esecuzione per orchestra del Salmo XVII di Baldassarre Vitali. Torna con Powell alla chiesa di Sant'Onorio al Monte, dove sono custoditi i salmi musicati dal compositore, ma nella collezione manca proprio il XVII.
Insieme raggiungono la Basilica di Massenzio, dove l'orchestra del concerto televisivo sta provando. Forster, per un momento, crede di vedere Lucia tra i violoncellisti. Il direttore d'orchestra conferma che non c'è traccia dello spartito originale con il testo del Salmo XVII e accenna a una leggenda, per la quale il salmo è legato a un segreto e tra i suoi versi si cela un messaggio criptato. Stavolta è Powell a mostrarsi scettico. Per lui la chiave del mistero è nel quadro e l'asta era una trappola per far uscire allo scoperto Sullivan.
Forster e Powell pranzano con Barbara. Vengono a sapere dalla ragazza che a Roma è rimasta una sola nave a remi: è l'isola Tiberina, che ne ha la forma e, secondo la leggenda, sorge nel luogo in cui ne affondò una. Nell'unico appartamento sull'isola, con stupore e sollievo, il professore ritrova Olivia e il quadro di Tagliaferri. La donna, terrorizzata, lo scongiura di lasciare Roma per sfuggire ai personaggi occulti e terribili che manovrano i fili di tutta la storia. Forster inizia a sospettare di Powell e di Anchisi. Tra le cose di Sullivan il professore trova un metodo per l'apprendimento della musica. Olivia spiega che serviva al Barone rosso per studiare la partitura del Salmo XVII di Vitali.
A sera Forster accetta un nuovo invito del principe Anchisi. Dopo cena, il nobile rievoca una seduta spiritica di qualche anno prima, durante la quale lo spirito di Tagliaferri aveva parlato di un tragico mistero, nascosto nelle pagine del diario sconosciuto di un grande poeta: quello di Byron scoperto dal professore. Il principe rivela a Forster che Tagliaferri, oltre che un pittore, era anche un noto spiritista che, convinto di essere la reincarnazione di Brandani, teneva le sue sedute nel palazzo dove ora vi è l'Hotel Galba.
Nel suo studio, Anchisi mostra a Forster un libro del '700, appartenuto al colonnello Tagliaferri. L'anonimo autore scrive di un maestro, che affidò un segreto lascito a familiari fidati, affinché lo nascondessero, custodito «da un messaggero con corpo ma senz'anima», in una piazza, dov'erano un rudere romano e una fontana con delfini. Oltre non si può leggere: le pagine del libro sono devastate, come da furiose pugnalate. Il lascito è noto come il segno del comando, anche se nessuno sa cosa sia: può essere ritrovato solo da un predestinato.
Improvvisamente Forster precipita in una dimensione onirica. Mentre passeggia sulle tombe di Brandani e di Tagliaferri, accompagnato ora da Lucia ora da Barbara, incontra Anchisi, il sarto Paselli, l'antiquario Barengo e la signora Giannelli che, con altre persone, stanno preparando la sua sepoltura per il 28 marzo. Arriva Sullivan, che lo scongiura di salvare Olivia; infine gli appare la stessa Olivia che, legata, terrorizzata e sofferente, invoca il suo aiuto prima di morire. Forster si risveglia nel suo letto all'Hotel Galba, destato dalla cameriera che gli porta la colazione. Olivia è davvero morta: apparentemente si è tolta la vita. Forster, che non crede al suicidio dell'amica, affronta Powell: il diplomatico, per conservare la fiducia del professore e garantirsi la sua collaborazione, gli rivela di essere un agente dell'Intelligence Service.

### Quinta puntata

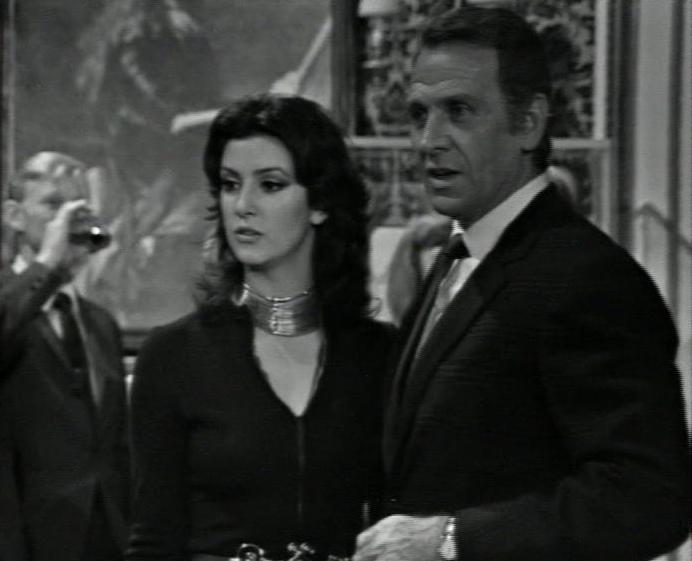
Barbara (Paola Tedesco) e George Powell (Massimo Girotti)

È il 24 marzo e a Forster non resta che immergersi nello studio del diario di Byron alla ricerca di un qualche indizio. Si imbatte nella frase: «Notte indimenticabile in casa di O. Ch'io possa essere dannato, se accetto di nuovo un suo invito». Si convince che O., unico personaggio incognito del diario, sia la chiave del mistero. Insieme a Barbara, setaccia le biblioteche di Roma e i registri parrocchiali, finché non lo identifica: O. sta per Oberon, soprannome affibbiato da Byron a Sir Percy O. Delaney. Nel 1817 abitava in un palazzo di Via delle Tre Spade, al numero 119. È il 28 marzo.
All'ingresso del palazzo, Forster ritrova l'effigie della civetta. Sceso nella cripta, sotto un'edicola con un'icona del Cristo, scorge la tomba di Sir Percy. All'improvviso sente un organo eseguire il Salmo XVII di Baldassarre Vitali. Il suono della melodia lo guida a un appartamento nel palazzo. Gli apre un anziano cieco: è lui a custodire lo spartito del Salmo, detto "della doppia morte", che Vitali non aveva voluto affidare a Sant'Onorio, perché la riteneva una musica maledetta. Leggendo lo spartito, Forster scopre che i versi «Voltai le spalle al Signore e camminai sui sentieri del peccato...» non sono di Byron, ma di Vitali. L'anziano gli descrive la piazza su cui guarda l'edificio come se la ricorda e come se la vedesse ancora e che un tempo era quella descritta da Byron e dipinta da Tagliaferri, ma ora delle vestigia del passato  - i ruderi del tempio romano, la  fontana con delfini e la chiesa rinascimentale - non rimane più traccia; affacciatosi alla finestra, il professore vede Lucia nella piazza e si precipita in strada.
La modella si lascia inseguire per le vie di Roma e conduce Forster alla sartoria Paselli, fino alla stanza della seduta spiritica. Poi scompare. Nel palazzo entrano anche Sullivan, che aveva solo inscenato la sua morte e stava seguendo Forster, e Powell, che a sua volta stava alle calcagna di Sullivan per proteggere il professore. I due si affrontano pistole alla mano: Powell rinfaccia al Barone rosso di aver eliminato in Olivia un testimone scomodo e gli chiede conto del carteggio von Hessel. Sullivan, nel tentativo di fuggire, apre la chiusura provvisoria di una finestra in restauro, cade nel vuoto e muore. Powell si mostra convinto che il professore sia stato vittima delle trame di Sullivan, interessato alle sue ricerche, ma non dice di più.
Viene il tempo della conferenza. Al British Council si presentano l'antiquario Barengo, la signora Giannelli e il principe Anchisi, che si qualifica come proprietario dell'Hotel Galba. Forster espone le sue scoperte: nel palazzo di Via delle Tre Spade, che fu di Oberon, nel Settecento abitava Baldassarre Vitali, anch'egli un negromante. Il suo spirito apparve a Byron nel corso della seduta spiritica citata da Anchisi, confessando di aver ucciso Ilario Brandani per carpirgli il segno del comando. Il compositore aveva poi criptato nel testo del Salmo XVII l'indicazione del luogo in cui lo aveva nascosto.
Dopo la conferenza Forster cerca di rintracciare il luogo, ma è preceduto da Powell che, ai piedi della statua di un angelo (il «messaggero con corpo ma senza anima») gli rivela finalmente la sua missione: recuperare un compromettente dossier segreto tedesco. Un ufficiale delle SS, durante la guerra, aveva alloggiato nella casa del cieco: appassionato di musica, aveva decifrato il testo di Baldassarre Vitali e aveva usato per il dossier lo stesso nascondiglio del segno del comando, che intanto è scomparso.
Il 28 marzo sta finendo e Forster sembra dover andare incontro al suo ineluttabile tragico destino, lo stesso di Brandani e di Tagliaferri. Addentratosi nei sotterranei, che si aprono dietro la statua dell'angelo, alla vana ricerca del segno del comando, si ritrova nel cantiere della metropolitana di Roma: sta per essere schiacciato da una macchina scavatrice, quando, a mezzanotte, i lavori vengono fermati, appena in tempo. La predestinazione è stata smentita. Al contrario Powell, dopo un'accesa discussione con il principe Anchisi e la sua confraternita, muore in un incidente stradale alle luci dell'alba.
Forster si ritrova tra i vicoli di Trastevere. Per caso riconosce la Taverna dell'Angelo. Entrato, vi trova Lucia. La ragazza gli confida che la predestinazione non si è compiuta, perché il segno del comando è già in suo possesso: è il medaglione di Lucia con l'effigie della civetta, lasciato sul sedile della sua automobile dopo il loro precedente incontro nella taverna. Ma Lucia è una ragazza assunta da Anchisi per impersonare la modella di Tagliaferri o è il fantasma della vera Lucia?

## Produzione
Il soggetto de Il segno del comando fu scritto nel 1969 dagli sceneggiatori Dante Guardamagna e Flaminio Bollini, con la partecipazione di Lucio Mandarà e Giuseppe D'Agata. Venduto alla Rai, fu accantonato e "riesumato" per la produzione nel 1970.
I quattro autori cominciarono a scrivere la sceneggiatura, ma Guardamagna e Mandarà presto abbandonarono, mentre Bollini, che si propose anche per la regia, e D'Agata continuarono. Si arenarono a metà e, giunti a un punto morto, anche Bollini gettò la spugna. D'Agata riuscì a terminare lo script. Seguirono diversi mesi di preparazione in studio, per poi passare alle riprese tra Roma e Napoli: molte ricostruzioni negli studi partenopei furono opera dello scenografo Nicola Rubertelli.
Il tema era inusuale per i tempi: occultismo, massoneria, esoterismo, spiritismo, reincarnazione (Brandani/Tagliaferri/Forster, Vitali/Byron/Powell, Cagliostro/Oberon/Anchisi), antichi manoscritti, oscuri orafi e musicisti del Settecento, pittori e poeti ottocenteschi, presenze fantasmatiche, sullo sfondo di una Roma in continuo bilico tra passato e presente, tra realtà e mistero.
La realizzazione del finale fu alquanto travagliata. Sarebbero state preparate cinque versioni (notizia però non confermata da D'Agata), ma comunque Daniele D'Anza fu costretto a cambiarlo su pressione di alcuni attori (tra cui Silvia Monelli), che lo reputavano troppo poco “magico” rispetto alla trama. Peraltro il finalissimo fu girato nella allora costruenda Linea "A" della Metropolitana di Roma.

## Distribuzione

### Trasmissione
Trasmesso dal 16 maggio al 13 giugno 1971 sul Programma Nazionale (l'odierna Rai 1), dalle 21.15 alle 22.15 circa, in cinque puntate domenicali, Il segno del comando paralizzò il paese, avvinse, intrigò e impaurì il pubblico televisivo, con un ascolto medio di 14.800.000 spettatori, rimanendo negli annali della televisione italiana.

### Home Video
Nel 2000 la serie originale venne distribuita in VHS e qualche anno dopo in DVD (2, contenenti i 5 episodi per un totale di 360 minuti) dalla Elleu Multimedia e distribuita su licenza Rai Trade. Nel 2010 uscì una nuova edizione in 3 DVD, edita da Rai Trade.
Nel gennaio 2019 è uscita in edicola una nuova edizione dello sceneggiato in tre dischi DVD, nella collana Sceneggiati RAI - Giallo & Mistero, numeri 1, 2 e 3.

## Colonna sonora
La sigla finale, la canzone Cento campane, scritta da Fiorenzo Fiorentini per il testo (basato su una sua poesia scritta nel 1952 come riportato nel sito dedicato alle Messaggerie Musicali) e da Romolo Grano per la musica, era cantata da Nico Tirone, cantante del gruppo beat Nico e i Gabbiani. Questa versione venne pubblicata in 45 giri dall'etichetta discografica CGD con numero di catalogo CGD 115. Il disco ebbe un buon successo di vendite. Una versione strumentale di Cento campane, eseguita da Romolo Grano e dalla sua Orchestra, venne pubblicata all'interno del cofanetto Cinema Hit Parade! nel 1977 da Selezione dal Reader's Digest. Del brano esiste una cover cantata da Lando Fiorini.
Nell'agosto 2020 il maestro Roberto Mucci ha eseguito il Salmo XVII ("Salmo della doppia morte") dallo spartito originale di Romolo Grano, sull'organo della chiesa di san Giovanni in Laterano a Milano (link nei collegamenti esterni); la registrazione originaria del Salmo, nella colonna sonora dello sceneggiato, fu eseguita all'organo dell'Auditorium "Alessandro Scarlatti" del CPTV Rai di Napoli, suonato dalla prof.ssa Maria Valeria Briganti.
Opere derivate
- Nel 1987 Giuseppe D'Agata rielaborò la sceneggiatura, ricavandone un romanzo omonimo, pubblicato da Rusconi Libri, poi riedito nel 1994 nei Tascabili Economici da Newton Compton Editori. Lo sceneggiatore ne approfittò per ripristinare il finale originale, che svela alcuni punti rimasti in sospeso nella riduzione televisiva.
- Nel 1992 la Fininvest realizzò un remake dello sceneggiato trasmesso da Canale 5 la sera del 1º marzo, con la partecipazione di noti attori, tra i quali spiccano Robert Powell nei panni del professor Forster ed Elena Sofia Ricci in quelli di Lucia.

## Curiosità
- Le stesse atmosfere dello sceneggiato, sempre con Cento campane come tema conduttore e con Ugo Pagliai come protagonista, vengono riproposte nell'autunno del 1971 a Carosello in una serie pubblicitaria per il detersivo per bucato Nuovo All della Lever Gibbs, oggi Unilever.[3]

## Citazioni e omaggi
- Nel 1995 viene fondato il gruppo musicale genovese Il Segno del Comando, che prende nome dallo sceneggiato e dal romanzo di Giuseppe D'Agata. Il gruppo nel 1997 pubblica un album omonimo per la Black Widow Records. L'album si basa sul romanzo, contiene testi e brani a esso legati (La Taverna dell'angelo, Messaggero di pietra, Tenebrose presenze). Altri album del Segno del Comando sono Der Golem (2002), il Volto Verde (2013) e l'Incanto dello Zero (2018).
- Lo sceneggiato viene citato nella storia di Dampyr Gomorya, pubblicata in prima edizione nell'agosto 2023[4].